# Auguste Frédéric Louis Viesse de Marmont
Auguste Frédéric Louis Viesse de Marmont, książę Raguzy (Dubrownik), (ur. 20 lipca 1774 w Châtillon-sur-Seine, zm. 2 marca 1852 w Wenecji) – francuski wojskowy, marszałek Francji.

## Życiorys
Pochodził ze szlacheckiego rodu. Jego ojciec też był wojskowym. Auguste Marmont w wieku 15 lat wstąpił do piechoty, jednak wkrótce potem został przeniesiony do artylerii.
Pierwsze spotkanie z Napoleonem Bonaparte miało miejsce podczas pobytu w Szkole Artyleryjskiej w Dijon w roku 1792. Młody Bonaparte był wtedy porucznikiem stacjonującym w pobliskim Auxonne. Podczas oblężenia Tulonu miał okazję bić się u boku Napoleona Bonaparte, który to postanowił go zabrać jako adiutanta na wyprawę do Włoch w 1796. Marmont miał istotny wkład w zwycięstwo w bitwie pod Castiglione.
Następnie towarzyszył Napoleonowi w wyprawie do Egiptu, gdzie dosłużył się awansu na generała brygady. W roku 1799 wrócił wraz ze swym wodzem do Europy; brał udział w coup d'état 18 Brumaire’a i przygotowywał artylerię na wyprawę do Włoch; dowodził nią ze znakomitym skutkiem w czasie bitwy pod Marengo. To było powodem mianowania go generałem dywizji. W roku 1801 został inspektorem generalnym artylerii, a w 1804 otrzymał krzyż oficerski Legii Honorowej, ale był wyraźnie niezadowolony, że pominięto go przy mianowaniu marszałków.
W 1805 otrzymał dowództwo korpusu i wykazał się na tym stanowisku podczas bitwy pod Ulm. Następnie został wysłany na czele niewielkiej armii celem zajęcia Dalmacji i zdobył Dubrownik (wł. Ragusa). Przez następne pięć lat pełnił obowiązki cywilnego i wojskowego gubernatora Dalmacji, a ślady tych jego rządów przetrwały zarówno w postaci budowli, jakie wzniósł, jak i we wspomnieniach współczesnych. W 1808 został diukiem Raguzy, a w 1809 został wezwany przez Napoleona do wzięcia udziału w wojnie z siłami V koalicji; brał udział w walkach pod Wiedniem w końcowym okresie kampanii. Teraz Napoleon mianował go marszałkiem i gubernatorem Prowincji Illiryjskich.
W lipcu roku 1810 Marmont został nagle wezwany, by zastąpił Massénę jako dowódca armii francuskiej w północnej Hiszpanii. Okazał się znakomitym dowódcą, szczególnie podczas odbicia z rąk Brytyjczyków Ciudad Rodrigo jesienią 1811 i przed bitwą pod Salamanką. W jej trakcie jednak został bardzo poważnie ranny.
Wrócił na leczenie do Francji i był jeszcze w fatalnym stanie, gdy w kwietniu 1813 Napoleon wezwał go ponownie i powierzył dowodzenie korpusu. Brał udział w bitwach pod Lützen, Budziszynem i Dreznem, a także w zimowej kampanii roku 1814 aż do ostatniej bitwy w obronie Paryża, skąd wycofał swe wojska, w liczbie około 20 000 do Essonne.
Od tego momentu Marmont był postrzegany jako sprzedawczyk i zdrajca. Potajemnie porozumiał się z koalicjantami, a następnie skierował swoje siły tam, gdzie natychmiast zostały okrążone przez nieprzyjaciela. Wówczas Marmont, jak to było ustalone, skapitulował. Napoleon na wieść o tym powiedział: „Marmont zadał mi ostatni cios”.
W latach restauracji dynastii Burbonów został parem Francji i generałem-majorem gwardii królewskiej, a w roku 1820 kawalerem orderu Świętego Ducha i oficerem krzyża św. Ludwika, ale nigdy nie zdobył sobie pełnego zaufania dworu.
Pod koniec życia Marmont poświęcił się pisaniu swoich Mémoires, jednego z doskonalszych źródeł historii wojskowości okresu, w którym żył.
Jego prace to:
- Voyage en Hongrie (4 tomy, 1837);
- Voyage en Sicile (1838);
- Esprit des institutions militaires (1845);
- Cesar; Xenophon; i Mémoires (8 tomów wydanych pośmiertnie w roku 1856).

## Odznaczenia[1]
- Wielka Wstęga Legii Honorowej
- Komandor Orderu Korony Żelaznej (Królestwo Włoch)
- Wielka Wstęga Orderu Korony Wirtemberskiej (Królestwo Wirtembergii)